# محمد أمين أفندي الزند
وهو محمد أمين بن أحمد أفندي الزند، من عائلة الزند وهي من الأسر البغدادية المعروفة في العراق، وكان عالماً فاضلاً، وتتلمذ على يد علماء بغداد، وتولى مجلس الإفتاء على مذهب مذهب الفقه الحنفي في بغداد، ثم عزل وسافر إلى إسطنبول فعينهُ السلطان العثماني قاضياً في مكة المكرمة، ونال عضوية مجلس الشورى، وكان يحسن اللغة التركية بالإضافة للعربية.
توفي سنة 1285هـ، الموافق سنة 1868م.